# Eilandsraadverkiezingen Aruba 1959
Op 25 mei 1959 vonden in Aruba verkiezingen plaats voor de eilandsraad van Aruba.

## Deelnemende partijen
Vier partijen namen deel aan de eilandsraadverkiezingen. Drie partijen hadden al in 1955 deelgenomen: de Arubaanse Patriottische Partij (PPA), Arubaanse Volkspartij (AVP) en de Arubaanse Nationale Unie (UNA). De Christen-Democratische Partij (PDC), een afsplitsing van de PPA, deed voor het eerst mee en behaalde een zetel.
| Lijst | Partij | Lijsttrekker      |
| ----- | ------ | ----------------- |
| 1     | AVP    | C.A. Eman         |
| 2     | PPA    | Juancho Irausquin |
| 3     | UNA    | Apolonio Werleman |
| 4     | PDC    | Porfirio Croes    |

## Uitslag

### Stemmen en zetelverdeling
| Partij                                    | Partij                       | 1955      | 1955  | 1955   | 1959      | 1959  | 1959   | verschil | verschil |
| Partij                                    | Partij                       | # stemmen | %     | zetels | # stemmen | %     | zetels | %        | zetels   |
| ----------------------------------------- | ---------------------------- | --------- | ----- | ------ | --------- | ----- | ------ | -------- | -------- |
|                                           | Partido Patriotico Arubano   | 9.627     | 66,79 | 15     | 9.893     | 57,17 | 12     | +2,76    | -3       |
|                                           | Arubaanse Volkspartij        | 2.533     | 17,57 | 3      | 4.899     | 28,31 | 6      | +93,40   | +3       |
|                                           | Union Nacional Arubano       | 2.254     | 15,64 | 3      | 1.609     | 9,30  | 2      | -28,61   | -1       |
|                                           | Partido Democratico Cristian | -         | -     | -      | 905       | 5,23  | 1      | +5,23    | +1       |
|                                           | Uitgebrachte geldige stemmen | 14.414    | 100   | 21     | 17.306    | 100   | 21     |          | 0        |
|                                           | Aantal kiesgerechtigden      | 16.480    |       |        | 19.084    |       |        |          |          |
| Bron:Noticiero Oficial, Historia di Aruba |                              |           |       |        |           |       |        |          |          |

### Samenstelling eilandsraad
Een nieuw bestuurscollege werd gevormd door de partijen PPA en UNA. In de eerste eilandsraadvergadering op 1 juli werden tot gedeputeerde gekozen Oscar Henriquez, Ernesto Petronia en Isaac de Cuba namens PPA en Francisco Wernet namens UNA.
| nr. | Eilandsraadlid      | Partij | Opmerkingen                                                        |
| --- | ------------------- | ------ | ------------------------------------------------------------------ |
| 1   | dhr. M. Croes       | PPA    |                                                                    |
| 2   | dhr. F.S. Kelly     | PPA    |                                                                    |
| 3   | dhr. L. Lacle       | PPA    |                                                                    |
| 4   | dhr. M. de Cuba     | PPA    |                                                                    |
| 5   | dhr. J. Geerman     | PPA    |                                                                    |
| 6   | dhr. O.S. Henriquez | PPA    | tevens gedeputeerde                                                |
| 7   | dhr. I.S. de Cuba   | PPA    | tevens gedeputeerde                                                |
| 8   | dhr. E. Finck       | PPA    | fractieleider                                                      |
| 9   | dhr. D.C. Mathew    | PPA    |                                                                    |
| 10  | dhr. F. Hernandez   | PPA    |                                                                    |
| 11  | dhr. L.A.I. Chance  | PPA    |                                                                    |
| 12  | dhr. E.O. Petronia  | PPA    | tevens gedeputeerde; ontslag in 1961 wegens benoeming tot minister |
| 13  | dhr. C.A. Eman      | AVP    | fractieleider                                                      |
| 14  | dhr. D.G. Croes     | AVP    |                                                                    |
| 15  | dhr. M. Croes       | AVP    |                                                                    |
| 16  | dhr. L.V. Britten   | AVP    |                                                                    |
| 17  | dhr. D. Flemming    | AVP    |                                                                    |
| 18  | dhr. F.M. Laclé     | AVP    | werd in 1961 opgevolgd door Padú Lampe                             |
| 19  | dhr. A. Werleman    | UNA    |                                                                    |
| 20  | dhr. F. Wernet      | UNA    |                                                                    |
| 21  | dhr. P. Croes       | PDC    |                                                                    |